# Spilosoma circumpunctata
Spilosoma circumpunctata là một loài bướm đêm thuộc phân họ Arctiinae, họ Erebidae.